# Podkozara Donja (Republika Serbska)
Podkozara Donja (cyr. Подкозара Доња) – wieś w Bośni i Hercegowinie, w Republice Serbskiej, w gminie Novo Goražde. W 2013 roku liczyła 146 mieszkańców.